# Harry Potter Film Wizardry
Harry Potter Film Wizardry is een boek uit 2010 over de wereld achter de films van Harry Potter. Het boek volgt een chronologische volgorde en bespreekt elk onderdeel van elke film grondig. Eveneens zijn er allemaal grappige stukjes van acteurs die wat te vertellen hebben of van de regisseurs. Het boek bevat veel extra's en een preview van Harry Potter en de Relieken van de Dood.

## Extra's
Het boek bevat een heleboel extra's, meestal verkleinde props van de werkelijke die in de film gebruikt werden.
- De brief van Zweinstein
- Catalogus van Odius & Oorlof
- Stickers uit een exemplaar van Advanced Potionmaking
- Een vel papier met ontwikkelingen van een doosje Sugared Butterfly Wings en Black Pepper Imps
- Het programma van het 422ste Wereldkampioenschap Zwerkbal
- Een uitnodiging voor het Kerstbal
- Vier onderwijsdecreten die opgesteld werden door Dorothea Omber
- Een kleine exemplaar van de Sluipwegwijzer
- Catalogus van de Tovertweelings Topfopshop
- Identificatiekaart van het Ministerie van Toverkunst

## Trivia
- Er bestaan twee versies van dit boek, een rode voor Amerika, en een blauwe voor het Verenigd Koninkrijk en de rest van de wereld. Het enige verschil is dat in de rode "Harry Potter and the Sorcerer's Stone" staat en in de blauwe "Harry Potter and the Philosopher's Stone".